# Лерман Зоя Наумівна
Зоя Наумовна Ле́рман-Луцкевич (нар. 14 червня 1934, Київ — пом. 1 січня 2014, Київ) — українська художниця, скульпторка і педагогиня, представниця другої хвилі авангарду — андерґраунду, української нонконформістичної течії; член Спілки радянських художників України з 1960 року.

## Біографія
Народилася 14 червня 1934 року у місті Києві (нині Україна). 1959 року закінчила Київський художній інститут, де її викладачами зокрема були Володимир Костецький, Георгій Меліхов, Сергій Григор'єв, Михайло Іванов; у 1971 році — творчі майстерні Академії мистецтв СРСР у Києві, де навчалась під керівництвом Сергія Григор'єва.
Упродовж 1960—1971 та 1973—1989 років викладала у Київській державній художній середній школі імені Тараса Шевченка; у 1998—2001 роках — у Національній академії образотворчого мистецтва і архітектури. Серед учнів: Оксана Дяченко-Цах.
Жила у Києві в будинку на тодішньому бульварі Перова (нині Воскресенський проспект), № 24, квартира № 19 та в будинку на вулиці Михайла Грушевського, № 4 а, квартира № 6. Дружина художника Юрія Луцкевича, мати художника Олександра Луцкевича.
Померла в Києві 1 січня 2014 року.

## Творчість
Працюваля в галузях станкового живопису та станкової графіки, переважно у жанрі портрета, станкової скульптури. Серед робіт:
живопис
- «Азовське море» (1958);
- «Автопортрет» (1958);
- «Балерина Світлана Коливанова» (1959);
- «За кулісами» (1960);
- «Мати з дитиною і пташечка» (1960-ті);
- «Танцівник і дівчинка» (1960-ті);
- «Біля вікна» (1960-ті);
- «Нічне чергування» (1966);
- «Дует» (1968);
- «Ярмарок» (1968);
- «Художник пише автопортрет (Михайло Вайнштейн)» (1969);
- «М. Агаєва» (1969);
- «Бабуся» (1969);
- «На Полтавщині» (1970);
- «На підводі» (1970);
- «Білі жінки» (1970-ті);
- «Пантоміма» (1970-ті);
- «Хлопчик із обручем» (1970-ті);
- «Розмова» (1970-ті);
- «Сестри» (1970-ті);
- «Натюрморт із репродукцією Пабло Пікассо» (1970-ті);
- «Фехтування» (1978);
- «Балет» (1979);
- «Циркачка» (1980);
- «Сусіди» (1980);
- «Мрії» (1981);
- «Киянка» (1985);
- «Модель» (1987);
- «Ірина» (1988);
- «Спляча» (1990);
- «Обійми» (1991);
- «Вірменська дівчинка» (1992);
- «Образ» (1993);
- «Ніч» (1993);
- «Та, яка прокинулася» (1993);
- «Жіночий портрет» (1995);
- «Удвох» (1995);
- «Пані з собачатами» (1995);
- «Танок» (1995);
- «Сон» (1996);
- «Бесіда клоунів» (1996);
- «Ранок» (1997);
- «Двоє» (1997);
- «Н. Ш.» (1997; 2000);
- «Вечір» (2004);

графіка
- «Автопортрет» (1960);
- «Портрет дівчини» (1963, офорт);
- «Балерина Олена Потапова» (1963);
- «Балерина» (1966, монотипія);
- «Н. Шостак» (1985);

скульптурні портрети
- «Р. Симонов» (1963);
- «Олена» (1965);
- «Наталія Дерегус» (1965);

кераміка
- цикл «Грузинські мотиви» (1970-ті);
- «Л. Литовченко» (1970-ті).

Брала участь у республіканських виставках з 1963 року, всесоюзних — з 1966 року. Персональні виставки відбулися у Києві у 1994, 1998, 2008 роках, Одесі у 2013 році.
Художні твори знаходяться в колекціях Національного художнього музею України, Музею сучасного мистецтва України, Дирекції художніх виставок Національної спілки художників України, приватних колекціях Європи, США, Ізраїлю.